# Jens Eriksen
Pour les articles homonymes, voir Eriksen.
Jens Dyrløv Eriksen, né le 30 décembre 1969 à Glostrup, est un joueur danois de badminton.
Il est médaillé de bronze en double mixte avec Mette Schjoldager aux Jeux olympiques d'été de 2004.